# Canadá en la Copa Mundial de Rugby de 1991
La Selección de rugby de Canadá fue uno de los 16 participantes de la Copa Mundial de Rugby de 1991 que se realizó en Inglaterra.
Fue la segunda participación de los Cannucks en la Copa Mundial de Rugby.

## Plantel
| Nombre            | Posición       | Club                           |
| ----------------- | -------------- | ------------------------------ |
| David Speirs      | hooker         | Meraloma Rugby                 |
| Karl Svoboda      | hooker         | Ajax Wanderers R.U.F.C.        |
| Eddie Evans       | pilar          | UBC Old Boys Ravens            |
| Dan Jackart       | pilar          | UBC Old Boys Ravens            |
| Gary Dukelow      | pilar          | James Bay A.A.                 |
| Paul Szabo        | pilar          | Britannia Lions R.C.           |
| Norm Hadley       | segunda línea  | UBC Old Boys Ravens            |
| John Robertsen    | segunda línea  | UBC Old Boys Ravens            |
| Ron van den Brink | segunda línea  | UBC Old Boys Ravens            |
| Al Charron        | segunda línea  | Ottawa Irish R.C.              |
| Bruce Breen       | ala            | Meraloma Rugby                 |
| Roy Radu          | ala            | UBC Old Boys Ravens            |
| Gord MacKinnon    | ala            | Britannia Lions R.C.           |
| Glen Ennis        | ala            | Kats RC                        |
| John Graf         | medio scrum    | UBC Old Boys Ravens            |
| Chris Tynan       | medio scrum    | Meraloma Rugby                 |
| Scott Stewart     | medio apertura | UBC Old Boys Ravens            |
| Gareth Rees       | medio apertura | Kats RC                        |
| Steve Gray        | centro         | Kats RC                        |
| Christian Stewart | centro         | Meraloma Rugby                 |
| Tom Woods         | centro         | James Bay Athletic Association |
| John Lecky        | Centro         | Meraloma Rugby                 |
| Pat Palmer        | wing           | UBC Old Boys Ravens            |
| Dave Lougheed     | wing           | Toronto Welsh R.F.C.           |
| Mark Wyatt (c.)   | zaguero        | Velox Valhallians              |

## Participación

### Grupo D
| Equipo  | Gan. | Emp. | Per. | A favor | En contra | Puntos |
| ------- | ---- | ---- | ---- | ------- | --------- | ------ |
| Francia | 3    | 0    | 0    | 82      | 25        | 9      |
| Canadá  | 2    | 0    | 1    | 45      | 33        | 7      |
| Rumania | 1    | 0    | 2    | 31      | 64        | 5      |
| Fiyi    | 0    | 0    | 3    | 27      | 63        | 3      |
| 5 de octubre de 1991 | Canadá                     | 13 – 3 | Fiyi         | Estadio Jean-Dauger, Bayona,                                           |                                                                        |
|                      | Try: Stewart Pen: Rees (3) |        | Drop: Serevi | Asistencia: 5000 espectadores Árbitro(s): Kerry Fitzgerald (Australia) | Asistencia: 5000 espectadores Árbitro(s): Kerry Fitzgerald (Australia) |

| 9 de octubre de 1991 | Canadá                                                      | 19 – 11 | Rumania                          | Stade Ernest–Wallon, Toulouse,                                         |                                                                        |
|                      | Tries: MacKinnon Ennis Con: Wyatt Pen: Wyatt (2) Drop: Rees |         | Tries: Lungu Sasu Pen: Nichitean | Asistencia: 10.000 espectadores Árbitro(s): Sandy MacNeill (Australia) | Asistencia: 10.000 espectadores Árbitro(s): Sandy MacNeill (Australia) |

| 13 de octubre de 1991 | Francia                                                                 | 19 – 13 | Canadá                                | Stade Armandie, Agén,                                                  |                                                                        |
|                       | Tries: Lafond Saint-André Con: Camberabero Pen: Lacroix (2) Camberabero |         | Try: Wyatt Pen: Wyatt Rees Drop: Rees | Asistencia: 15.000 espectadores Árbitro(s): Stephen Hilditch (Irlanda) | Asistencia: 15.000 espectadores Árbitro(s): Stephen Hilditch (Irlanda) |

### Cuartos de final
| 20 de octubre de 1991 | Canadá                                    | 13 – 29 | Nueva Zelanda                                              | Stadium Lille Métropole, Villeneuve d'Ascq,                          |                                                                      |
|                       | Tries: Tynan Charron Con: Rees Pen: Wyatt |         | Tries: , Timu McCahill Brooke Kirwan Con: (3) Fox Pen: Fox | Asistencia: 30.360 espectadores Árbitro(s): Fred Howard (Inglaterra) | Asistencia: 30.360 espectadores Árbitro(s): Fred Howard (Inglaterra) |